# Carballeda de Avia
Carvalheda de Avia là một đô thị trong tỉnh Ourense, thuộc vùng Galicia ở tây bắc Tây Ban Nha.